# مث‌کور
مث‌کور (انگلیسی: Mathcore) زیرسبکی از هاردکور پانک و متال‌کور است که تحت تأثیر پست-هاردکور، اکستریم متال و مث راک است که در دهه ۱۹۹۰ توسعه یافت. گروه‌های موسیقی در این سبک بر ریتم‌های پیچیده و نوسانی از طریق استفاده از کسر میزان، پلی‌مترها، سنکپ‌ها و تغییرات سرعت تأکید دارند. اشعار اولیه مث‌کور از یک جهان بینی واقع گرایانه و با دیدگاهی بدبینانه، مخالفت آمیز، کینه‌توزانه یا طعنه‌آمیز مورد خطاب قرار می‌گرفتند.